# Форси
Форси (фр. Forcey) насеље је и општина у североисточној Француској у региону Шампањ-Арден, у департману Горња Марна која припада префектури Шомон.
По подацима из 2011. године у општини је живело 81 становника, а густина насељености је износила 15,34 становника/km². Општина се простире на површини од 5,28 km². Налази се на средњој надморској висини од 313 метара.

## Демографија
| 1962. | 1968. | 1975. | 1982. | 1990. | 1999. | 2011. |
| ----- | ----- | ----- | ----- | ----- | ----- | ----- |
| 139   | 144   | 97    | 87    | 67    | 71    | 81    |

График промене броја становника у току последњих година